# Princesa Sela
La princesa Sela fue una afamada doncella guerrera del siglo V, hermana de un rey noruego llamado Kolles; según la leyenda ambos se odiaban. Según Gesta Danorum, cuando su hermano fue proclamado rey, Sela se apropió de una flota y se lanzó a una vida de saqueos por la costa y a todas las naves que se le cruzaban en el Atlántico norte. Acumuló riqueza y prestigio, pero siempre mantuvo un odio latente hacia Kolles y su objetivo era ver a su hermano derrotado. 
Kolles también era un rey vikingo ambicioso, hambriento de amasar fortuna, poder y nuevos territorios. En una de esas expediciones atacó una isla cercana a la costa noruega, pero fue vencido y muerto por el jarl Horwendill de Jutlandia. Sela había recibido la noticia de las intenciones de su hermano y también se dirigió a la misma isla, pero era tarde porque ya lo encontró muerto. Sela tuvo que enfrentarse a quien venció a su hermano y también acaba muerta. Igual que Rusla, hay indicios que los personajes fueron reales, aunque la duda se cierne sobre los detalles concretos de su leyenda.